# Królewna Śnieżka (film 2009)
Królewna Śnieżka (niem. Schneewittchen) – niemiecki film familijny z 2009 roku, należący do cyklu filmów telewizyjnych Najpiękniejsze baśnie braci Grimm. Film jest adaptacją baśni braci Grimm pt. Królewna Śnieżka.

## Fabuła
Uroda królewny Śnieżki zachwyca wszystkich w królestwie. Macocha jest o nią zazdrosna i za wszelką cenę chce się jej pozbyć z królestwa. Wydaje więc myśliwemu rozkaz zabicia Królewny. Mężczyzna nie wykonuje rozkazu, a dziewczynie udaje się uciec do lasu. Poznaje tam siedmiu krasnoludków, którzy proponują jej schronienie. Wkrótce macocha królewny dowiaduje się, że dziewczyna żyje, postanawia sama ją znaleźć i zabić. 

## Obsada[1]
- Laura Berlin: Śnieżka
- Sonja Kirchberger: królowa / macocha
- Nicolás Artajo-Kwaśniewski: książę
- Jaecki Schwarz: król
- Martin Brambach: myśliwy
- Jörg Schüttauf: Narr
- Volker Michalowski: krasnal Knirps
- Uwe Meyer: krasnal Gorm
- Karsten Kramer: krasnal Querx
- Michael Markfort: krasnal Niffel
- Erwin Brödenbauer: krasnal Schrat
- Manni Laudenbach: krasnal Quarx
- Peter Luppa: krasnal Wichtel